# Scalarispongia
Scalarispongia (Cook & Bergquist, 2000) è un genere di spugne della famiglia Thorectidae.

## Tassonomia
Comprende 7 specie, sei delle quali in passato attribuite ad altri generi:
- Scalarispongia aqabaensis Helmy, El Serehy, Mohamed & van Soest, 2004
- Scalarispongia cincta (Boury-Esnault, 1973) sin.= Cacospongia cincta
- Scalarispongia incognita (Desqueyroux-Faúndez & van Soest, 1997) sin.=Cacospongia incognita
- Scalarispongia linteiformis (Lamarck, 1814) sin.=Spongia linteiformis
- Scalarispongia proficens (Pulitzer-Finali & Pronzato, 1980) sin.=Cacospongia proficens
- Scalarispongia scalaris (Schmidt, 1862) sin.=Cacospongia scalaris
- Scalarispongia similis (Thiele, 1905) sin= Cacospongia similis